# Alambre tubular
El alambre tubular es un alambre relleno con un fundente formado por agentes desoxidantes y polvo metálico. Se usa principalmente como alambre consumible en la soldadura MAG. Este alambre se conforma en frío hasta darle una forma de U a partir de una fina lámina y a continuación se rellena con fundente o polvo metálico. Finalmente, se extrusiona hasta el diámetro requerido.
En la década de 1920, la tecnología de soldadura no estaba muy avanzada. Los componentes de acero eran soldados con alambres macizos sin fundentes, lo cual repercutía en una mayor debilidad de las soldaduras y en una menor estabilidad del arco que hoy en día.
En 1927 Franz Leitner, quien posteriormente fue la cabeza principal de la acería Böhler Uddeholm, fundada por Albert Böhler, inventó el “Seelendraht”. Esto significó un antes y un después en el mundo de la tecnología de soldadura. Los primeros electrodos revestidos, por ejemplo el Böhler FOX SPE y el  FOX EV 50, fueron desarrollados en la década de 1930. En 1934 se  desarrollaron los primeros electrodos inoxidables y también los primeros  para reparación y mantenimiento.
Los alambres tubulares contemporáneos contienen minerales y elementos desoxidantes con los que se logran excelentes características de soldeo, dando como resultado un arco suave y estable con excelentes propiedades metalúrgicas.